# Melrose (Minnesota)
Melrose is een plaats (city) in de Amerikaanse staat Minnesota, en valt bestuurlijk gezien onder Stearns County.

## Demografie
Bij de volkstelling in 2000 werd het aantal inwoners vastgesteld op 3091.
In 2006 is het aantal inwoners door het United States Census Bureau geschat op 3138, een stijging van 47 (1.5%).

## Geografie
Volgens het United States Census Bureau beslaat de plaats een oppervlakte van
7,6 km², waarvan 7,3 km² land en 0,3 km² water. Melrose ligt op ongeveer 390 m boven zeeniveau.

## Plaatsen in de nabije omgeving
De onderstaande figuur toont nabijgelegen plaatsen in een straal van 12 km rond Melrose.

## Geboren
- Walter Breuning, voormalig oudste man ter wereld (2009-2011)